# Großsteingräber bei Strüssendorf
Die Großsteingräber bei Strüssendorf waren zwei megalithische Grabanlagen der jungsteinzeitlichen Trichterbecherkultur bei Strüssendorf, einem Ortsteil von Buschvitz im Landkreis Vorpommern-Rügen (Mecklenburg-Vorpommern). Sie wurden vermutlich im 19. Jahrhundert zerstört.

## Forschungsgeschichte
Die Existenz der Gräber wurde in den 1820er Jahren durch Friedrich von Hagenow erfasst und ihre Lage auf der 1829 erschienenen Special Charte der Insel Rügen vermerkt. Von Hagenows handschriftliche Notizen, die den Gesamtbestand der Großsteingräber auf Rügen und in Neuvorpommern erfassen sollten, wurden 1904 von Rudolf Baier veröffentlicht. Die Anlagen bei Strüssendorf wurden dabei nur listenartig aufgenommen.

## Lage
Nach von Hagenows Karte befand sich ein Grab westnordwestlich von Strüssendorf an einem nach Westen führenden Weg. Das zweite Grab lag südwestlich von Strüssendorf und etwa 700 m südöstlich des ersten Grabes zwischen einem nach Südwesten führenden Weg und einem kleinen Waldstück. Etwas südöstlich des südlichen Grabs lagen die beiden Großsteingräber bei Prisvitz, von denen eines noch in Resten erhalten ist.

## Beschreibung
Nach von Hagenows Liste handelte es sich bei beiden Anlagen um Großdolmen mit trapezförmigen Hünenbetten. Gemäß den Kartensignaturen dürfte die nördliche Anlage annähernd ost-westlich und die südliche nordost-südwestlich orientiert gewesen sein. Zu den Maßen liegen keine Angaben vor.